# Mielec
Mielec ist eine Stadt im Südosten von Polen. Sie gehört zur Woiwodschaft Karpatenvorland und ist Verwaltungssitz des Powiat Mielecki. Mielec liegt etwa 75 Kilometer nordwestlich der Provinzhauptstadt Rzeszów nahe der Grenze zu den Woiwodschaften Heiligkreuz und Kleinpolen. Die Stadt hat 60.000 Einwohner.

## Geographische Lage
Der Fluss Wisłoka durchfließt die südwestliche Grenze von Mielec von Süden her und mündet etwa zehn Kilometer nördlich des Stadtgebiets in die Weichsel. Die Stadt liegt im Sandomirer Becken.

## Geschichte

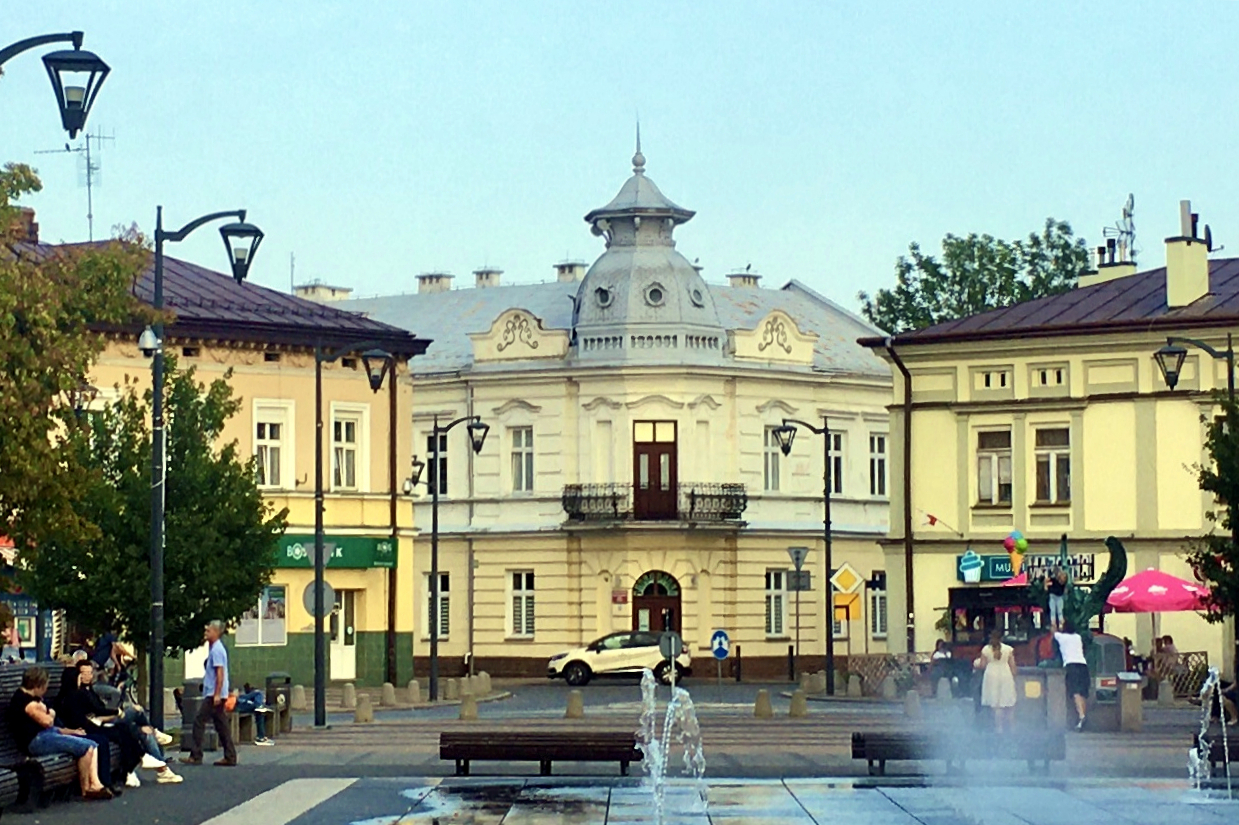
Marktplatz in Mielec

Der Ort Mielec wurde in der 1229 erschienenen Päpstlichen Bulle erstmals urkundlich erwähnt. Eine Pfarrei wurde in der zweiten Hälfte des 14. Jahrhunderts erwähnt. Am 17. März 1457 wurde ein Privileg für Gründung der Stadt Nowy Targ vom König Kasimir IV. Andreas für Jan Mielecki verliehen, aber die Stadt wurde erst von seinen Söhnen Jan und Bernardyn am 18. November 1470 gegründet. Die Stadt gehörte zum Kreis Sandomir in der Woiwodschaft Sandomir. 1721 wurde die Pfarrkirche St. Matthäus fertiggestellt.
Bei der Ersten Teilung Polens kam Mielec 1772 zum neuen Königreich Galizien und Lodomerien des habsburgischen Kaiserreichs (ab 1804). Im Zuge der Josephinischen Kolonisation entstanden einige deutsche Kolonien in der Umgebung: Hohenbach, Schönanger, Tuszów Kolonia, Reichsheim, Josefsdorf, Fallbrunn bzw. Padew Kolonia, Sandlauter, und um die Mitte des 19. Jahrhunderts auch in Goleszów und Przebendów (Preppendorf).
1887 erhielt Mielec mit dem Teilstück Sandomierz–Dębica der heutigen Bahnstrecke Łódź–Dębica Eisenbahnanschluss.

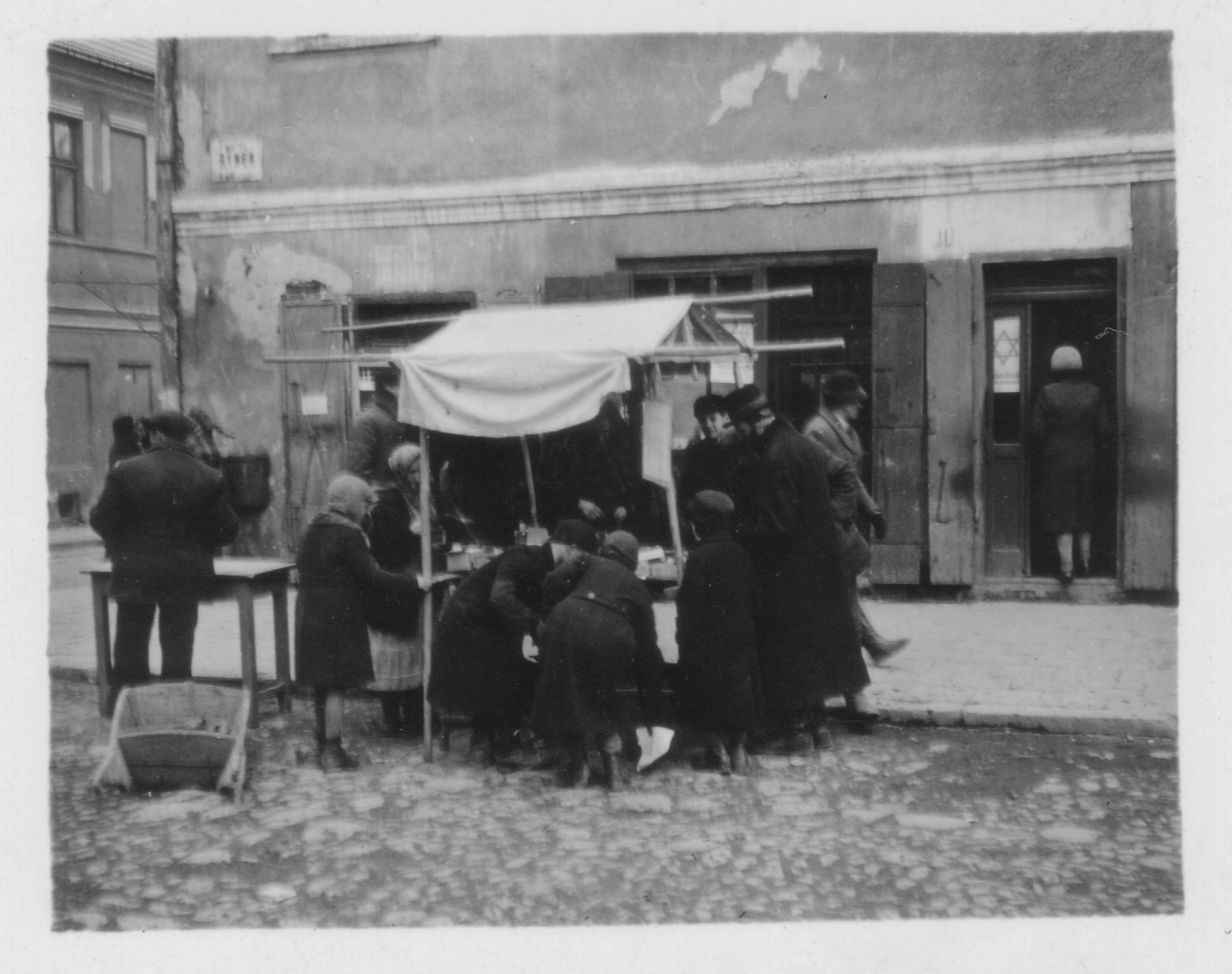
Jüdische Bürger in Mielec an einem Stand

Im Jahr 1900 machten die Juden in der Hauptstadt des Bezirkes Mielec die Mehrheit der Einwohner (2819 aus 4909) aus.
1918, nach dem Ende des Ersten Weltkriegs und dem Zusammenbruch der k.u.k. Monarchie, kam Mielec zu Polen, wo es zur Woiwodschaft Krakau gehörte. Unterbrochen wurde dies nur durch die Besetzung Polens durch die Wehrmacht im Zweiten Weltkrieg.
Vor dem Weltkrieg strebte Herbert Czaja, Professor am Gymnasium in Mielec, an das Deutschtum in der Umgebung mit beschränkten Erfolg wiederzubeleben. Die Besatzer verstärkten die Bemühungen nach dem Umbruch des Weltkriegs. Hans Zimmermann aus Czermin bzw. Hohenbach wurde zum neuen Bürgermeister in Mielec.
Sofort nach der Besetzung von Mielec durch deutsche Truppen begann die Verfolgung und Ermordung der jüdischen Bevölkerung. So wurden am 13. September 1939, dem Vorabend des jüdischen Neujahrsfests Rosch ha-Schana, Juden in die Synagoge getrieben und diese dann angezündet. Die Ruine wurde 1943 abgerissen.
Während des Weltkriegs kam es in Mielec zur ersten vollständigen Deportation aller Juden durch die deutschen Besatzer aus einem Ort, bei der auch viele Einwohner erschossen wurden. Im April 1942 wurden etwa 800 Juden aus Mielec zusammen mit etwa 1000 Wiener Juden nach Włodawa deportiert und von dort aus im Laufe der nächsten Monate in das Vernichtungslager Sobibor getrieben und dort ermordet. Mielec wurde zur ersten „judenfreien“ Stadt im besetzten Polen (9. März 1942) erklärt. Neben den Werkstätten der Ernst Heinkel Flugzeugwerke gab es in Mielec das Außenlager des KZ Krakau-Plaszow unter direkter Aufsicht der SS. Zunächst wurden im Arbeitslager 250 Zwangsarbeiter eingesetzt, wovon 80 aus Mielec und die übrigen aus Wielopole Skrzynskie stammten. Bis zum Sommer 1943 stieg die Anzahl Zwangsarbeiter auf 1000 Personen, worunter auch Juden aus Tarnobrzeg und Huta Komarowska waren. Am 24. August 1944 wurde das Lager liquidiert. Einige Gefangene wurden nach Wieliczka überstellt, die restlichen ins KZ Flossenbürg. Etwa 200 Mitglieder der jüdischen Gemeinde Mielec überlebten den Zweiten Weltkrieg. Im Umfeld der Stadt wurden drei große Truppenübungsplätze angelegt, der Truppenübungsplatz Süd, der Luftwaffenübungsplatz Gorno und der SS-Truppenübungsplatz Heidelager.

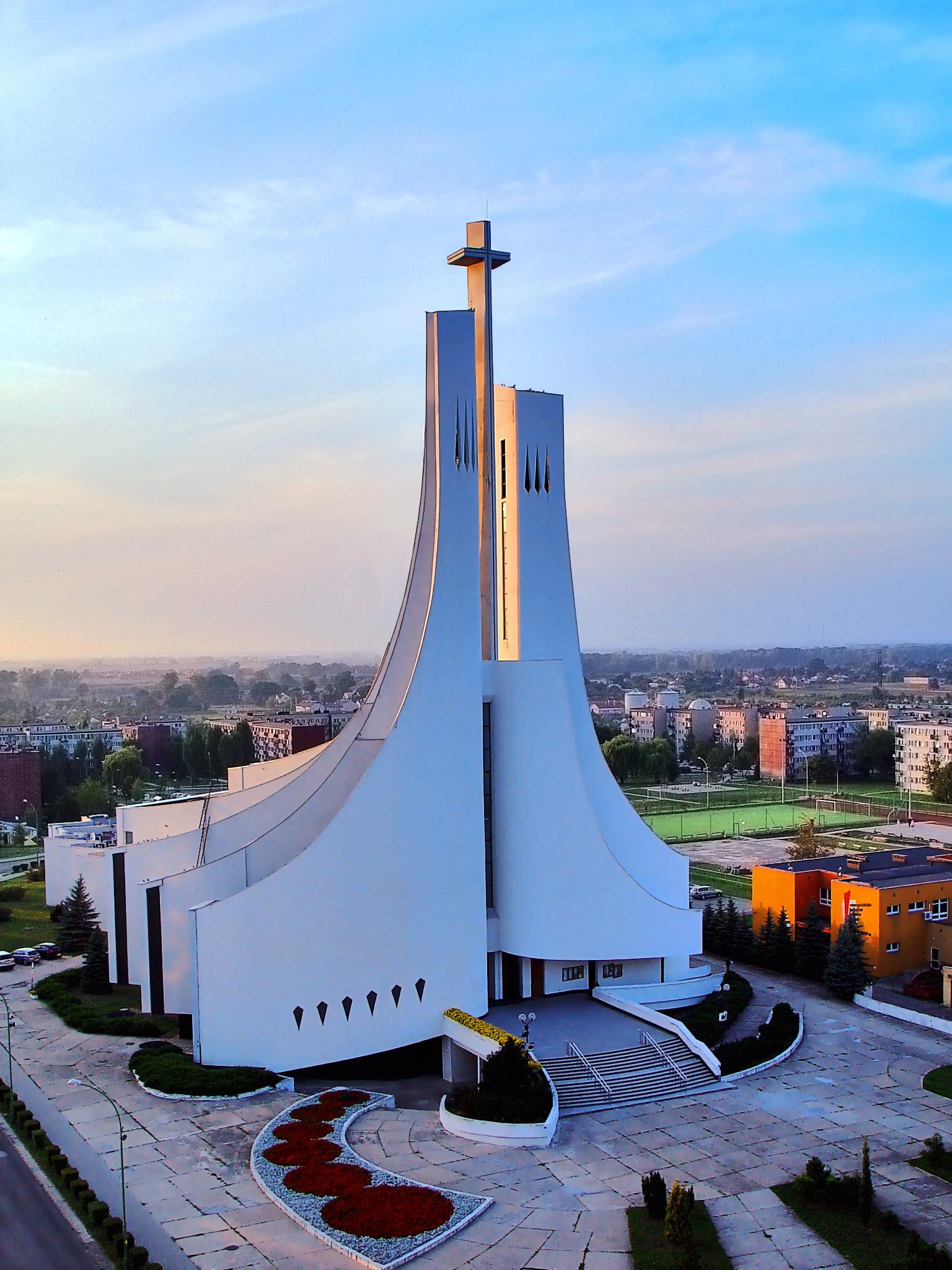
Heilig-Geist-Kirche in Mielec

## Gemeinde

### Stadtgemeinde
Die Stadt Mielec bildet eine eigenständige Stadtgemeinde (gmina miejska). Rzochów, eine ehemalige Stadt wurde 1985 nach Mielec eingemeindet.

### Landgemeinde
Die eigenständige Landgemeinde (gmina wiejska) Mielec hat eine Fläche von 122,72 km². Zu ihr gehören dreizehn Ortschaften mit einem Schulzenamt (sołectwo).

## Politik

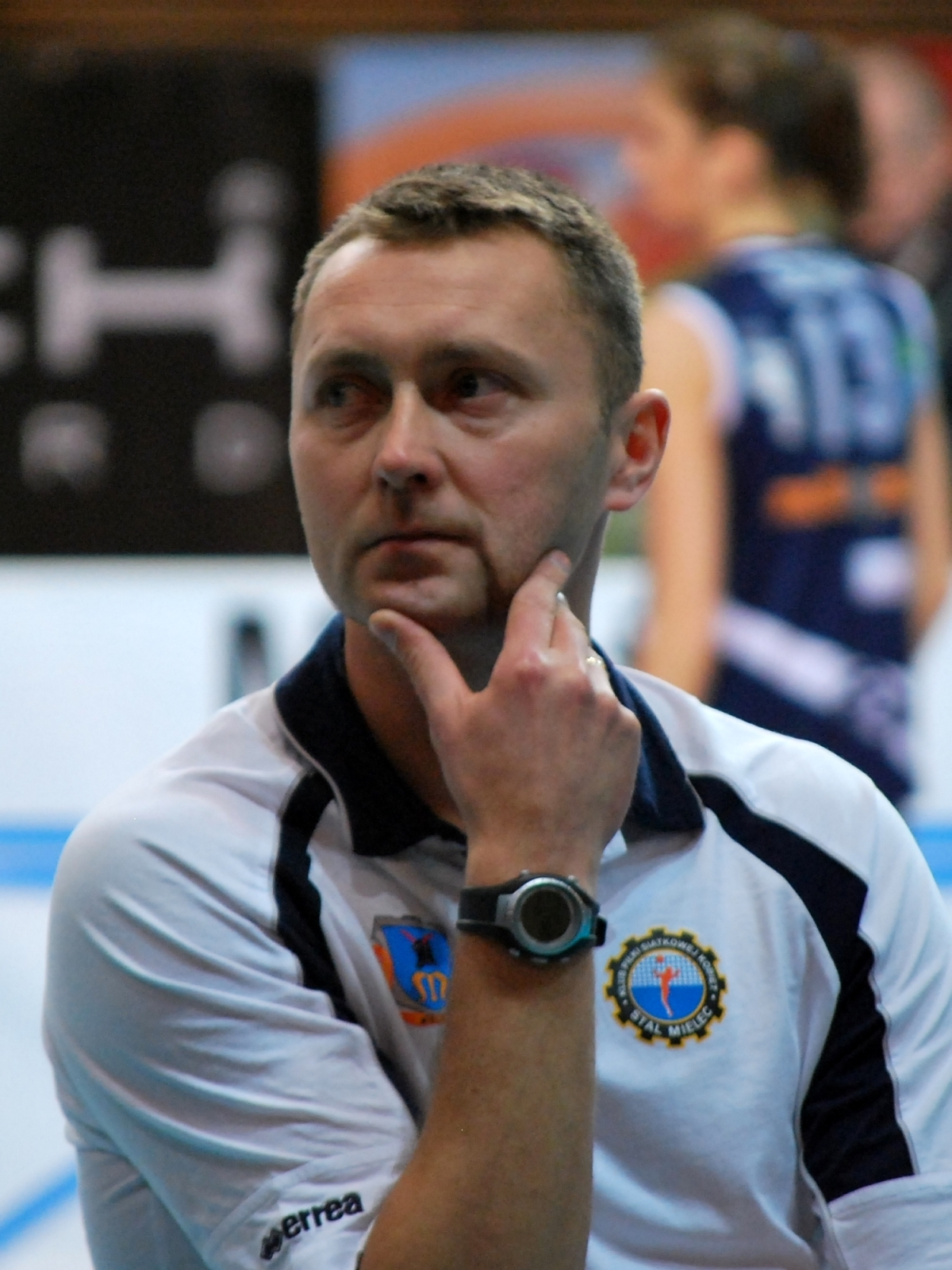
Jacek Wiśniewski, der frühere Volleyballtrainer von Stal Mielec, war von 2018 bis 2024 Stadtpräsident von Mielec.

### Stadtpräsident
An der Spitze der Verwaltung steht der Stadtpräsident. Seit dem 8. März 2018 war dies kommissarisch Fryderyk Kapinos (PiS), dem das Amt nach dem Tod des gewählten Präsidenten Daniel Kozdęba (SLD) übertragen worden war. 2018 wurde Jacek Wiśniewski gewählt, den 2024 Radosław Swół vom Wahlkomitee „Jetzt Mielec“ ablöste. Die turnusmäßige Wahl im April 2024 brachte folgendes Ergebnis:
- Radosław Swół (Wahlkomitee „Jetzt Mielec“) 29,2 % der Stimmen
- Jacek Klimek (Wahlkomitee Jacek Klimek) 22,5 % der Stimmen
- Adriana Miłoś (Wahlkomitee Adriana Miłoś) 14,9 % der Stimmen
- Jacek Wiśniewski (Wahlkomitee Jacek Wiśniewski) 13,7 % der Stimmen
- Mirosława Gorazd (Wahlkomitee „Unser Mielec – Unser Powiat“) 8,5 % der Stimmen
- Jarosław Szczerba (Wahlkomitee „WASZ.MIELEC.PL“) 8,3 % der Stimmen
- Albert Szałda (Wahlkomitee „Gemeinsam für die Kommunalverwaltung“) 8,3 % der Stimmen

Nachdem Amtsinhaber Wiśniewski bereits im ersten Wahlgang als Viertplatzierter ausgeschieden war, setzte sich in der Stichwahl Swół mit 51,7 % der Stimmen knapp gegen Klimek, der aber für sein Wahlkomitee in den Stadtrat gewählt wurde, durch und wurde so neuer Stadtpräsident.
Die turnusmäßige Wahl im Oktober 2018 brachte folgendes Ergebnis:
- Fryderyk Kapinos (Prawo i Sprawiedliwość) 37,5 % der Stimmen
- Jacek Wiśniewski (Wahlkomitee „Gemeinsam für die Region Mielec“) 28,5 % der Stimmen
- Zdzisław Nowakowski (Wahlkomitee „Unser Mielec“) 13,3 % der Stimmen
- Grzegorz Ziomek (Kukiz’15) 12,1 % der Stimmen
- Andrzej Skowron (Wahlkomitee „Neues Mielec – Andrzej Skowron“) 8,6 % der Stimmen

In der damit notwendigen Stichwahl setzte sich mit Jacek Wiśniewski der Zweitplatzierte des ersten Wahlgangs gegen Amtsinhaber Fryderyk Kapinos mit 54,8 % der Stimmen durch und wurde so neuer Stadtpräsident.

### Stadtrat
Der Stadtrat von Mielec besteht aus 23 Mitgliedern. Die Wahl 2024 führte zu folgendem Ergebnis:
- Prawo i Sprawiedliwość (PiS) 27,8 % der Stimmen, 10 Sitze
- Wahlkomitee „Unser Mielec – Unser Powiat“ 16,7 % der Stimmen, 4 Sitze
- Wahlkomitee Jacek Klimek 11,8 % der Stimmen, 3 Sitze
- Wahlkomitee „Jetzt Mielec“ 11,6 % der Stimmen, 3 Sitze
- Wahlkomitee Adriana Miłoś 11,2 % der Stimmen, 3 Sitze
- Wahlkomitee „WASZ.MIELEC.PL“ 8,6 % der Stimmen, kein Sitz
- Wahlkomitee Jacek Wiśniewski 8,0 % der Stimmen, kein Sitz
- Wahlkomitee „Gemeinsam für die Kommunalverwaltung“ 4,2 % der Stimmen, kein Sitz

Die Wahl 2018 führte zu folgendem Ergebnis:
- Prawo i Sprawiedliwość (PiS) 36,1 % der Stimmen, 10 Sitze
- Wahlkomitee „Gemeinsam für die Region Mielec“ 22,1 % der Stimmen, 5 Sitze
- Wahlkomitee „Unser Mielec“ 21,2 % der Stimmen, 6 Sitze
- Kukiz’15 12,1 % der Stimmen, 2 Sitze
- Wahlkomitee „Neues Mielec – Andrzej Skowron“ 8,7 % der Stimmen, kein Sitz

### Städtepartnerschaften
- Löhne, Kreis Herford, Nordrhein-Westfalen, Deutschland
- Vila Nova de Poiares, Distrikt Coimbra, Portugal

## Wirtschaft und Infrastruktur

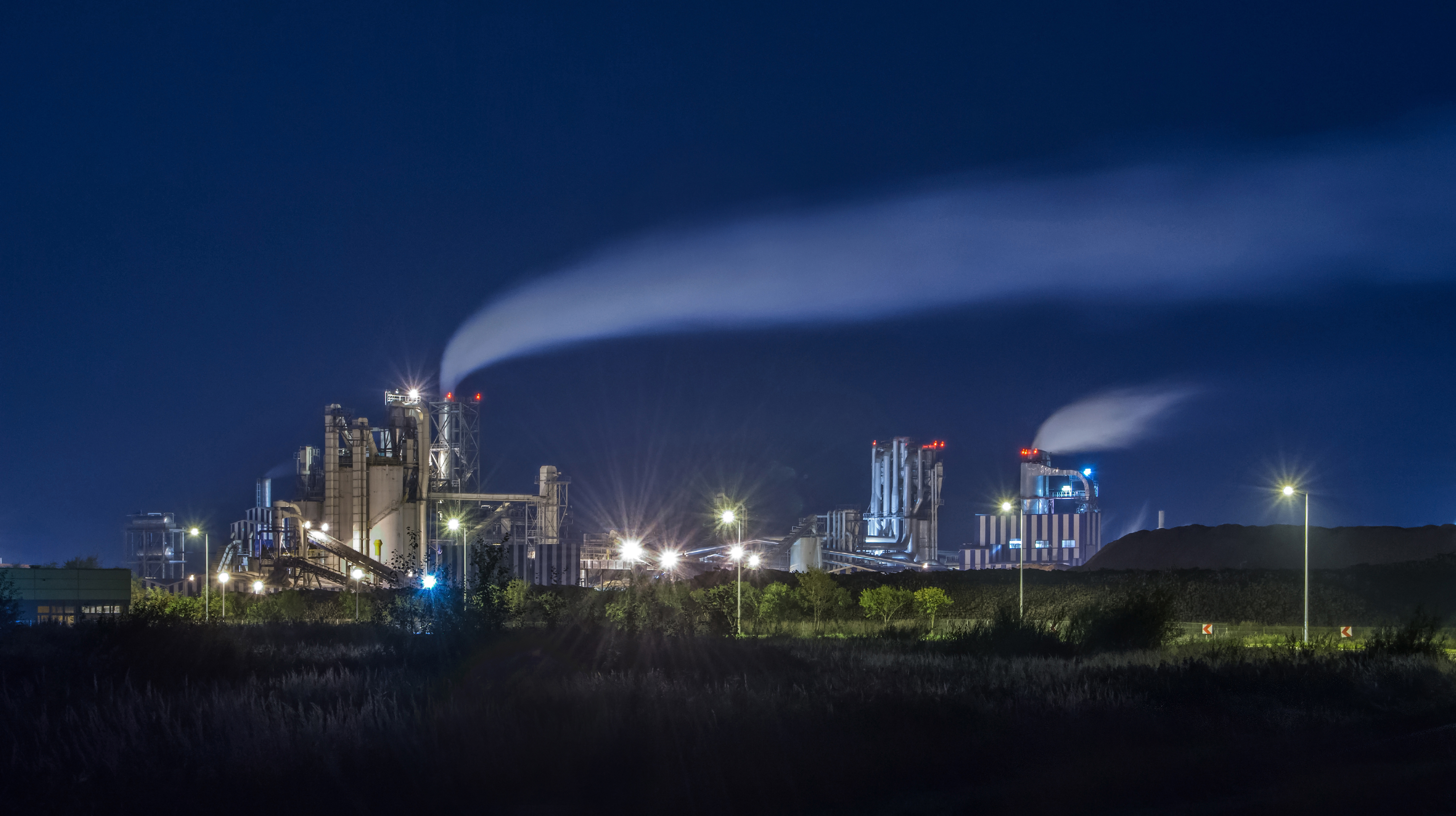
Kronospan-Werk in Mielec

### Wirtschaft
Der Euro Park Mielec ist eine Sonderwirtschaftszone unter Verwaltung der ARP. Das zu Lockheed Martin gehörende PZL Mielec ist das größte Werk der Luftfahrtindustrie in Polen. Nachdem bereits von 1958 bis 1960 der Kleinstwagen Mikrus in der Stadt hergestellt worden war, produzierte die Fabryka Samochodów Gepard in der Stadt von 1992 bis 1995 Sportwagen. Ihr folgte von 1996 bis 2014 der Sportwagenhersteller Leopard Automobile. Auch Melex, ein 1971 gegründeter Hersteller von Leichtelektromobilen, produziert in Mielec. Der international aktive Spanplattenhersteller Kronospan verfügt ebenso über ein Werk in der Stadt, wie der Automobilzulieferer BURY.

### Verkehr
Mielec ist durch eine Reihe von Wojewodschaftsstraßen, wie die Droga wojewódzka 875 und die Droga wojewódzka 985, angebunden. Der Bahnhof Mielec liegt an der Bahnstrecke Łódź–Dębica. Im Nordosten befindet sich der Flugplatz Mielec.
Der ÖPNV in Mielec wird ab Oktober 2025 für Einwohner kostenlos sein.

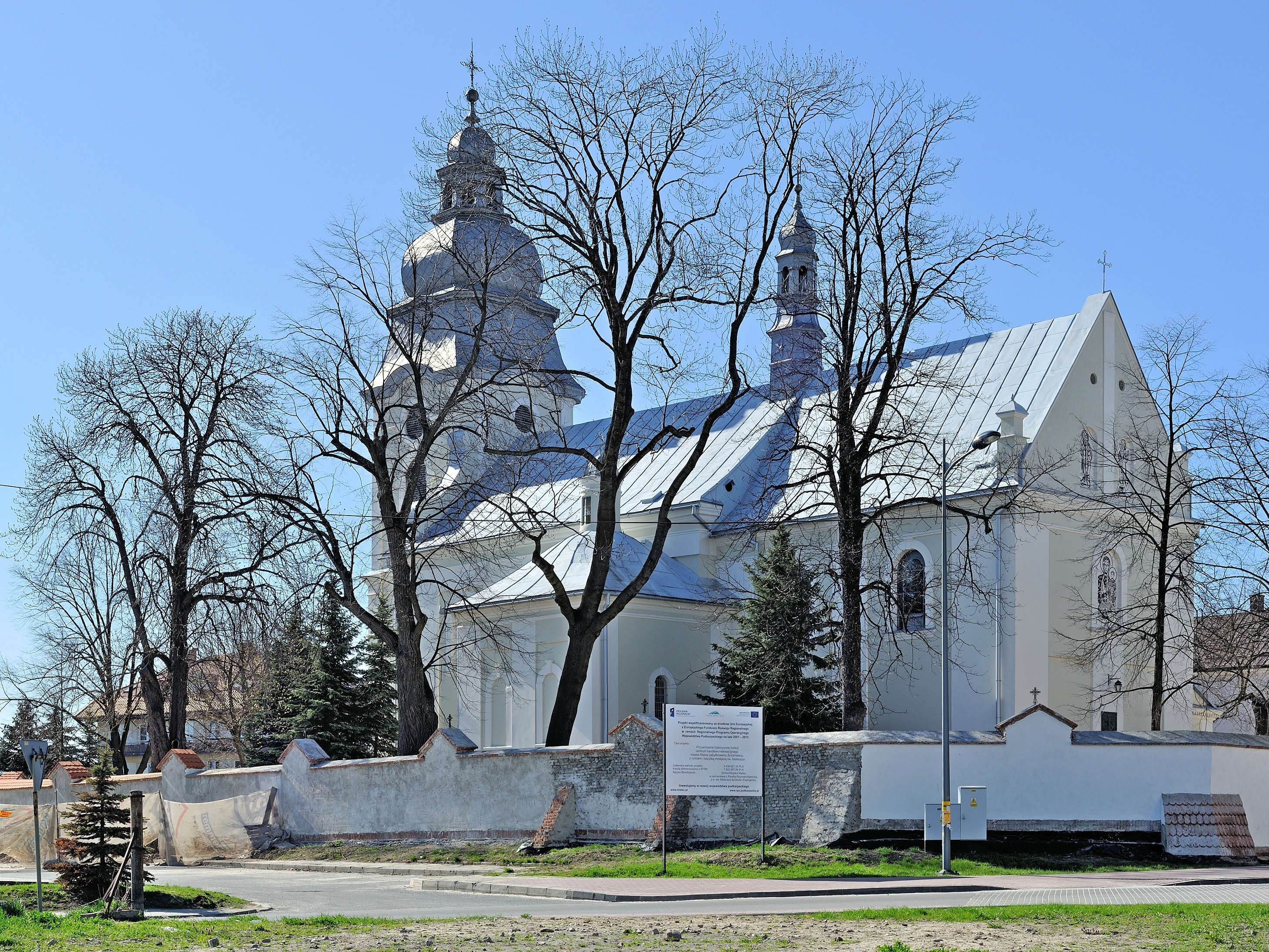
Basilika St. Matthäus

## Religion
Mielec liegt im Gebiet des Bistums Tarnów der römisch-katholischen Kirche. Die Kirchengemeinden der Stadt gehören zu den Dekanaten Mielec-Południe und Mielec-Północ. Die Matthäuskirche steht unter Denkmalschutz und wurde 2006 zur Basilica minor erhoben. Auch die St.-Markus-Kirche und die St.-Stanislaus-Kostka-Kapelle stehen unter Denkmalschutz.

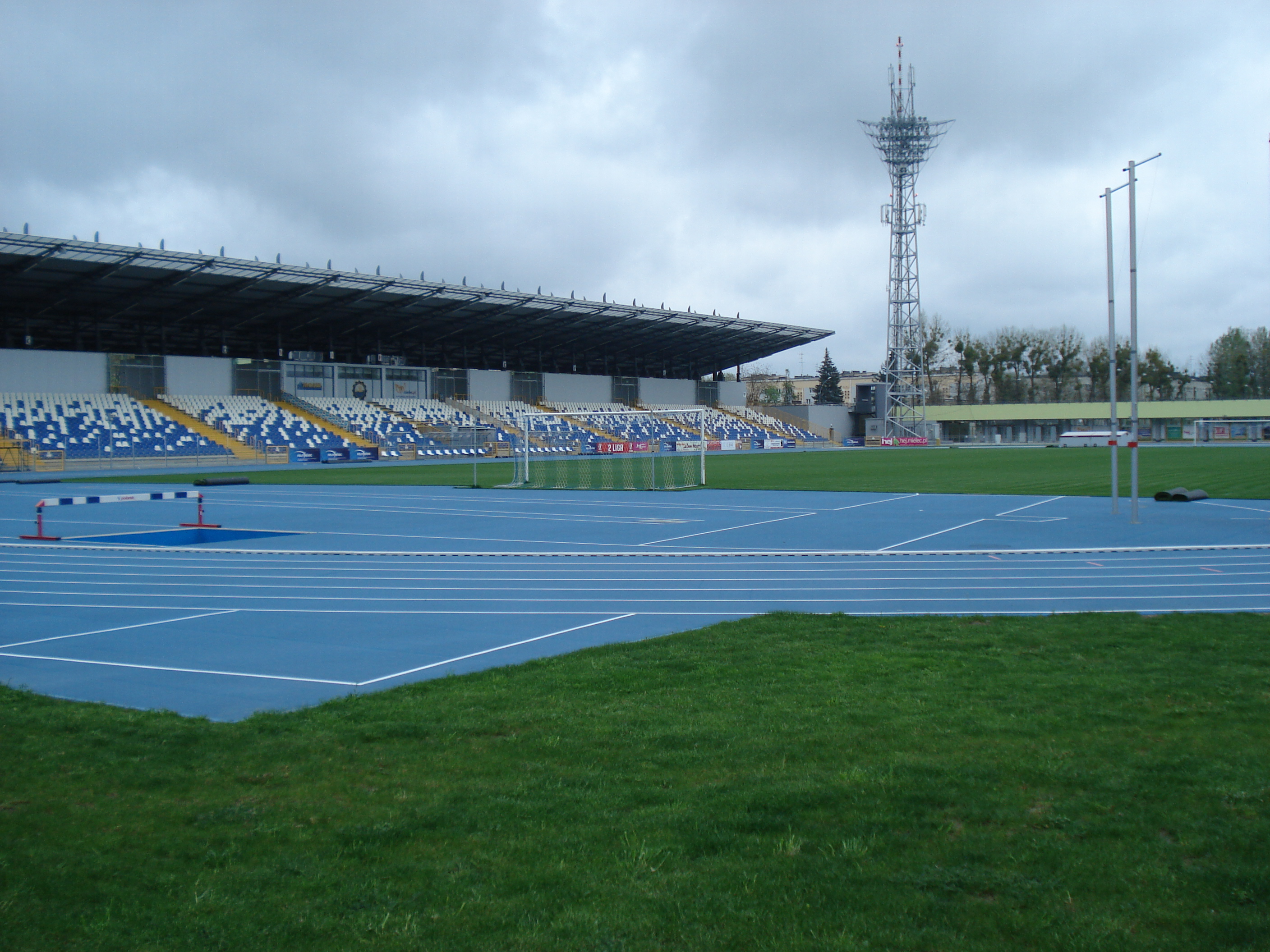
Stadion Miejski im. Grzegorza Lato

## Sport
In der Stadt ist der Verein FKS Stal Mielec in den Sportarten Fußball, Handball, Leichtathletik und Volleyball aktiv. Die Fußballmannschaft, die 1973 und 1976 polnischer Meister wurde, trägt ihre Heimspiele im heute 7000 Zuschauer fassenden Stadion Miejski im. Grzegorza Lato (deutsch: Städtisches Stadion benannt nach Grzegorz Lato) aus. In diesem Stadion bestritt die polnische Fußballnationalmannschaft der Männer zwischen 1984 und 1996 insgesamt vier Länderspiele. Zudem absolvierte die polnische Fußballnationalmannschaft der Frauen 2018 dort ein WM-Qualifikationsspiel gegen die Schweiz. Bekanntester Spieler des Vereins ist Grzegorz Lato, der 14 Jahre in Mielec spielte und bei der Fußball-Weltmeisterschaft 1974 Torschützenkönig wurde.
Die Handballsparte des Vereins wurde 1997 ausgegliedert und spielte lange in der polnischen Superliga. Sie gewann 1971 den polnischen Handballpokal.

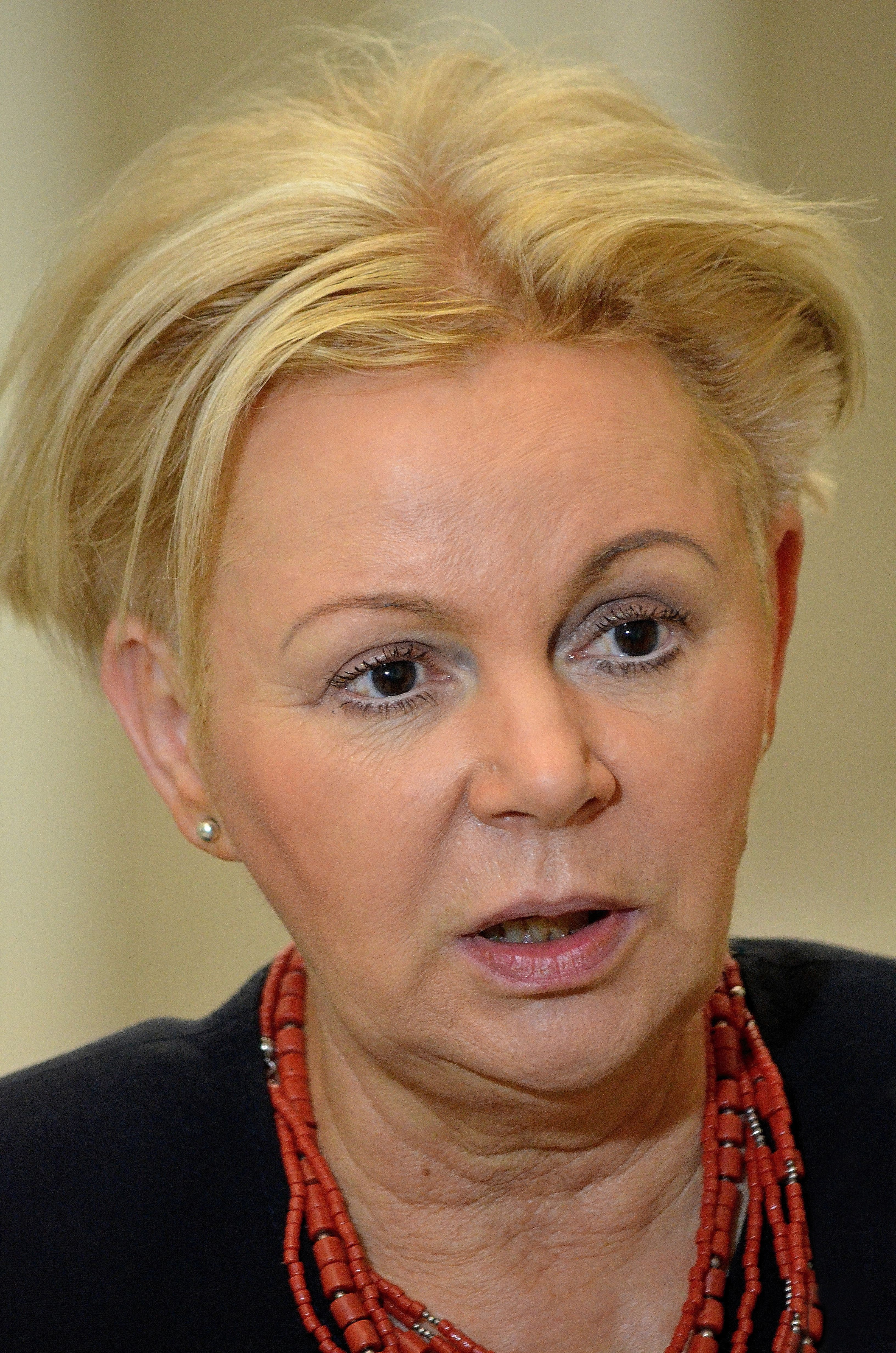
Die Sejm-Abgeordnete Krystyna Skowrońska wurde 1954 in Mielec geboren.

## Söhne und Töchter der Stadt
- Stanisław Leszczycki (1907–1996), Geograph und Politiker
- Stanisława Kalus (* 1943), Juristin und Hochschullehrerin
- Krystyna Skowrońska (* 1954), Politikerin
- Cezary Tobollik (* 1961), Fußballspieler
- Józef Stala (1966–2025), römisch-katholischer Theologe und Professor
- Andrzej Rżany (* 1973), Boxer
- Piotr Skubisz (* 1978), Fotograf
- Katarzyna Zdziebło (* 1996), Geherin